# 莱雷 (谢尔省)
莱雷（法語：Léré，法語發音：[leʁe]）是法国谢尔省的一个市镇，位于该省东北部，属于布尔日区。

## 地理
莱雷（47°28'12"N, 2°52'23"E）面积15.98 平方千米，位于法国中央-卢瓦尔河谷大区谢尔省，该省份为法国中部省份，北起卢瓦雷省，西接卢瓦-谢尔省和安德尔省，南至克勒兹省，东南接阿列省，东临涅夫勒省。
与莱雷接壤的市镇（或旧市镇、城区）包括：布勒雷、桑塞尔地区萨维尼、莱雷附近叙里、卢瓦尔河畔拉塞勒。

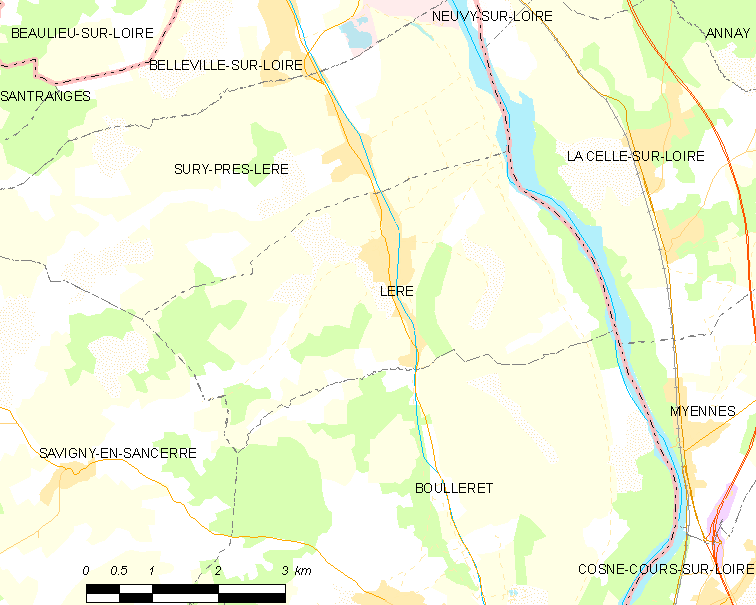
的OSM定位图

莱雷的时区为UTC+01:00、UTC+02:00（夏令时）。

## 行政
莱雷的邮政编码为18240，INSEE市镇编码为18125。

## 政治
莱雷所属的省级选区为桑塞尔县。

## 人口

1962-2008年间人口变化图示

莱雷于2022年1月1日时的人口数量为1095人。